# Evasion
Evasion è il singolo del 2010 apripista dell'album Phlegethon dei Kingcrow. Del video viene anche realizzato un video per la regia di Mauro Marani.

## Tracce
1. Evasion – 5:07